# Baiuca
Alejandro Guillán Castaño, mieux connu sous le nom de scène Baiuca, est un musicien espagnol de folk et musique électronique.

## Biographie
Baiuca est un mot utilisé dans certains endroits en Galice et au Brésil pour désigner une taverne ou une taverne populaire. Il utilise le nom de scène Alex Casanova jusqu'en 2017, période pendant laquelle il publie Antagonasia (Crispis, 2014). Son premier album sous le nom de scène Baiuca, Solpor (Raso Estudio), sorti en 2018, reçoit toutes sortes d'éloges de la part de la presse spécialisée, ce qui l'amène à faire des tournées et à participer à des festivals tels que WOS, Sound Isidro, Músiques Disperses, Monkey Week, BBK Live, O Són do Camiño, Mallorca Live ou Warm Up Murcia, entre autres. De plus, il remixe des artistes tels que Chancha Vía Circuito, Kermesse ou Balkan Taksim.
En 2021, il sort Embruxo (Raso Estudio, 2021), qui comprend la chanson Veleno, le deuxième single de l'album avec la collaboration de Rodrigo Cuevas. À partir de ce travail, Baiuca a commencé à collaborer étroitement avec Lilaina pour créer et interpréter des chansons de sa discographie. Lilaina est un groupe de pandereteiras dont Alejandra et Andrea Montero accompagnent Baiuca dans leurs représentations régulières. Ils contribuent à nouveau avec l'artiste sur l'album Barullo dans la chanson Ribeirana
En 2024, il reçoit trois prix MIN pour la « meilleure chanson » (Diamantes), le « meilleur morceau de musique électronique » et la « meilleure production » pour le double single Diamante / La Mare, sorti en 2023. La même année, Baiuca publie Barullo, où la designer galicienne Carlota Pereiro est chargée de la conception du troisième album de l'artiste.

## Style musical
Baiuca joue plus spécifiquement du folk galicien, développant un style que certains appellent folktronica. Il utilise une instrumentation typique du folklore traditionnel galicien comme les cunchas, le charrasco, les flûtes, les tambourins et les tambourins carrés, en particulier des instruments de percussion, passés au tamis des bases qui évoluent entre la techno, la global bass ou la house. L'un des leaders de ce groupe, en termes de roots, est Carlos Núñez Muñoz.

## Discographie
- 2014 : Antagonasia
- 2017 : Muiñeira
- 2017 : Queimada
- 2017 : Mozas
- 2018 : Muíño
- 2018 : Morriña
- 2018 : Solpor
- 2019 : Misturas'
- 2020 : Paisaxes
- 2020 : Adélia
- 2021 : Embruxo
- 2022 : Solstício
- 2022 : Paxaro do Demo
- 2023 : Diamante / La Mare
- 2023 : Vai Tu (single)
- 2024 : Barullo